# El Juicio Final (Memling)
El Juicio Final es un tríptico realizado por el pintor alemán Hans Memling. Está realizado en óleo sobre tabla, y fue pintado en el período 1466-1473. La tabla central mide 242 cm de alto y 180,8 cm de ancho. Las tablas laterales o alas, miden 242 de alto y 90 de ancho. Se exhibe actualmente en el Museo Nacional de Gdánsk, en Polonia. 
Es una representación artística del Juicio Final. Cristo está en el cielo sentado sobre un arcoíris, detrás y por encima de San Miguel arcángel, mismo que juzga, a través de una balanza, los cuerpos en la Tierra. En el platillo izquierdo se encuentra un hombre que tiene las manos en posición de rezo, mientras que en el platillo derecho, se encuentra un hombre que está siendo descartado. San Miguel sostiene la balanza con la mano izquierda, mientras que con la mano derecha sostiene una lanza, la cual empuja al hombre fuera del platillo.
El ala izquierda es la representación visual de los bienaventurados que van camino al Cielo, mientras que el ala derecha es la representación de los malditos que van al Infierno. 
San Pedro se encuentra recibiendo al siguiente bienaventurado. Unos puestos antes está una mujer que, al igual que el hombre del platillo izquierdo, tiene las manos en posición de rezo.
Finalmente, en el ala derecha, aparece la representación del Infierno.
En la obra, sólo Jesús y uno de sus apóstoles están rompiendo la cuarta pared, pero solo es la mirada de Jesús la primera que se aprecia al momento de abrir el tríptico.
Los pies de Jesús descansan sobre una dorada esfera. 